# Plebejus fretchini
Plebejus fretchini är en fjärilsart som beskrevs av Ralph L. Chermock 1944. Plebejus fretchini ingår i släktet Plebejus och familjen juvelvingar. Inga underarter finns listade i Catalogue of Life.